# Pays de Gex Agglo
Pour les articles homonymes, voir Gex (homonymie).
La communauté d'agglomération du Pays de Gex, en abrégé Pays de Gex Agglo ou PGA, est un établissement public de coopération intercommunale (EPCI) français situé dans le département de l'Ain, en région Auvergne-Rhône-Alpes. Il a la particularité de couvrir exactement l'arrondissement de Gex. Établi en 1995 sous la forme d'une communauté de communes, il devient une communauté d'agglomération en 2019.

## Historique
- 1984 : Création du syndicat intercommunal (SIVU) gessien d’études et de programmation (SIGEP) dans le but de réaliser une étude d’urbanisme pour la mise en place d’un schéma directeur.
- 31 mai 1995[1] : Constitution de la communauté de communes du Pays de Gex avec dissolution du SIVU pour la construction et l'exploitation du télésiège et du téléski au Mont-Rond, du SIVU des eaux de la Pralay, du SIVOM de l'Allondon, du SIVU des eaux du Sud-Gessien, du SIVU de traitement des ordures ménagères de Baraty
- 1er janvier 1996 : Création officielle de la communauté de communes du Pays de Gex avec 24 communes à l'origine
- 15 décembre 1997 : Prise d'une compétence optionnelle : coordonner et mettre en œuvre des actions d'intérêt communautaire de protection et de mise en valeur de l'environnement y compris création et réhabilitation de sentiers pédestres, cyclables ou équestres
- 15 décembre 1997 : Formation et emploi : en partenariat la communauté de communes pourra coordonner mettre en œuvre des actions d'intérêt communautaire de formation, d'information sur l'emploi et l'insertion des jeunes ou y participer
- 15 décembre 1997 : La communauté de communes du Pays de Gex pourra coordonner, mettre en œuvre des actions de développement économique d'intérêt communautaire ou y participer y compris dans domaine agricole et forestier, procéder ou participer à des acquisitions
- 15 décembre 1997 : La communauté de communes pourra coordonner, mettre en œuvre des actions sociales d'intérêt communautaire ou actions ponctuelles de solidarité dans le cas de grandes détresses ou y participer
- 15 décembre 1997 : En partenariat avec d'autres collectivités, établissements publics ou privés, la communauté de communes du Pays de Gex pourra coordonner, mettre en œuvre des actions de développement touristique d'intérêt communautaire ou y participer, y compris procéder ou participer à des acquisitions
- 15 décembre 1997 : Prise de la compétence actions culturelles : coordonner, mettre en œuvre des actions culturelles d'intérêt communautaire y compris procéder ou participer à des acquisitions ou y participer
- 15 décembre 1997 : Ajout du tourisme et du développement touristique pour la gestion et mise en œuvre de toutes initiatives précédemment exercées par les communes membres de la communauté
- 15 décembre 1997 : La taxe professionnelle de zone à taux unique pourra être instituée sur l'ensemble des zones citées au alinéas a, b, c des statuts, cette institution relève d'une décision prise selon disposition article 1609 quinquies et art 1 639 A bis du code général des impôts
- 6 octobre 1997 : Dissolution du SIVU de l'Est Gessien pour le trait et recyclage de résidus des om : personnel, actif et passif du syndicat sont transférés à la communauté de communes du Pays de Gex à compter du 1er janvier 1998
- 1er janvier 1998 : Adhésion de la commune de Grilly, ce qui fait de la CCPG un regroupement de 25 communes
- 16 mars 1998 : Dissolution du SIVU du Fort l'Ecluse à compter du 31 mai 1998 à laquelle la communauté de communes du Pays de Gex se substitue
- 11 mai 2001 : La communauté assure la gestion d'une fourrière intercommunale
- 23 décembre 2002 : Adhésion de la commune de Cessy, ce qui fait de la CCPG un regroupement de 26 communes
- 1er février 2003 : la CCPG a créé une commission consultative des services publics locaux (CCSPL), dans le cadre de la loi sur la démocratie de proximité. Elle sera chargée d’examiner le rapport annuel sur le prix de l’eau et la qualité des services de l’eau, de l’assainissement et du traitement des déchets ménagers.
- 2 septembre 2003 : Transfert par les communes au profit de la CCPG des compétences actions de développement économique, protection et mise en valeur de l'environnement et aménagement et gestion des aires équipées pour l'accueil des gens du voyage
- 29 avril 2004 : Transfert par les communes au profit de la CCPG des compétences sécurité et la prévention de la délinquance
- 10 octobre 2006 : Transfert par les communes au profit de la CCPG de la compétence petite enfance[2] (gestion et création des crèches)
- 14 septembre 2012 : Adhésion forcée de la commune de Vesancy, avec effet au 1er janvier 2013, ce qui fait de la CCPG un regroupement de 27 communes.
- 1er janvier 2019 : Transformation de l'intercommunalité en communauté d'agglomération[3].

## Territoire communautaire

### Géographie
Le territoire communautaire correspond à ce qu'il subsiste du Pays de Gex après le redécoupage cantonal de 2014, à savoir les nouveaux cantons de Gex, Saint-Genis-Pouilly et Thoiry. 
Selon le classement « Où fait-il bon vivre en France ? » réalisé par Les Échos en 2015, le bassin d'emplois du Genevois français, dont fait partie le Pays de Gex, est au 1er rang sur 304 zones répertoriées.

### Composition
En 2024, la communauté d'agglomération est composée des 27 communes suivantes :

| Nom                    | Code Insee | Gentilé         | Superficie (km2) | Population (dernière pop. légale) | Densité (hab./km2) |
| ---------------------- | ---------- | --------------- | ---------------- | --------------------------------- | ------------------ |
| Gex (siège)            | 01173      | Gexois          | 32,02            | 13 455 (2022)                     | 420                |
| Cessy                  | 01071      | Cessiens        | 6,39             | 5 570 (2022)                      | 872                |
| Challex                | 01078      | Challaisiens    | 8,67             | 1 628 (2022)                      | 188                |
| Chevry                 | 01103      | Chevryais       | 5,84             | 2 301 (2022)                      | 394                |
| Chézery-Forens         | 01104      | Chézerands      | 46,57            | 436 (2022)                        | 9,4                |
| Collonges              | 01109      | Collongeois     | 16,25            | 2 260 (2022)                      | 139                |
| Crozet                 | 01135      | Crozatis        | 27,47            | 2 354 (2022)                      | 86                 |
| Divonne-les-Bains      | 01143      | Divonnais       | 33,88            | 10 300 (2022)                     | 304                |
| Échenevex              | 01153      | Chenevessiens   | 16,44            | 2 227 (2022)                      | 135                |
| Farges                 | 01158      | Fargeois        | 14,28            | 1 065 (2022)                      | 75                 |
| Ferney-Voltaire        | 01160      | Ferneysiens     | 4,78             | 11 530 (2022)                     | 2 412              |
| Grilly                 | 01180      | Grillerands     | 7,5              | 873 (2022)                        | 116                |
| Léaz                   | 01209      | Léaziens        | 11,4             | 887 (2022)                        | 78                 |
| Lélex                  | 01210      | Lélerands       | 17,63            | 236 (2022)                        | 13                 |
| Mijoux                 | 01247      | Mijolands       | 22               | 297 (2022)                        | 14                 |
| Ornex                  | 01281      | Ornésiens       | 5,64             | 4 903 (2022)                      | 869                |
| Péron                  | 01288      | Péronnais       | 26,01            | 2 900 (2022)                      | 111                |
| Pougny                 | 01308      | Pougnyssois     | 7,77             | 792 (2022)                        | 102                |
| Prévessin-Moëns        | 01313      | Prémoënnois     | 12,07            | 9 081 (2022)                      | 752                |
| Saint-Genis-Pouilly    | 01354      | Saint-Genésiens | 9,77             | 14 584 (2022)                     | 1 493              |
| Saint-Jean-de-Gonville | 01360      | Gonvillois      | 12,36            | 2 042 (2022)                      | 165                |
| Sauverny               | 01397      | Sauverniens     | 1,89             | 1 003 (2022)                      | 531                |
| Ségny                  | 01399      | Segnerands      | 3,24             | 2 676 (2022)                      | 826                |
| Sergy                  | 01401      | Sergiens        | 9,46             | 2 279 (2022)                      | 241                |
| Thoiry                 | 01419      | Thoirysiens     | 28,93            | 6 356 (2022)                      | 220                |
| Versonnex              | 01435      | Versonnexois    | 5,89             | 2 222 (2022)                      | 377                |
| Vesancy                | 01436      |                 | 10,7             | 513 (2022)                        | 48                 |

### Démographie
| 1968   | 1975   | 1982   | 1990   | 1999   | 2010   | 2015   | 2021    |
| ------ | ------ | ------ | ------ | ------ | ------ | ------ | ------- |
| 22 157 | 33 281 | 39 677 | 50 936 | 57 902 | 77 067 | 90 151 | 102 027 |

## Administration

### Siège
Le siège de l'intercommunalité est à Gex, 135 rue de Genève.

### Élus
Le conseil communautaire de la communauté d'agglomération se compose pour la mandature 2020-2026 de 53 conseillers municipaux représentant chacune des communes membres et répartis en fonction de leur population de la manière suivante : 

- 7 délégués pour Gex ;
- 6 délégués pour  Saint-Genis-Pouilly ;
- 5 délégués pour Divonne-les-Bains et  Ferney-Voltaire ;
- 4 dédélégués pour Thoiry ;
- 2 délégués pour Cessy et Ornex ;
- 1 délégué ou son suppléant pour les 19 autres communes.

À la suite des élections municipales de 2020 dans l'Ain, le conseil communautaire du 16 juillet 2020 a élu son nouveau président, Patrice Dunand, maire de Gex et ses 8 vice-présidents, qui, en 2024 et après la mort de Jean-François Obez, sont : 
1. Muriel Bénier, maire de Thoiry, chargée des finances, de la communication, des espaces naturels et agricoles et de la prospective ;
2. Vincent Scattolin, maire de Divonne-les-Bains, chargé de l'attractivité économique, du développement touristique et des relations transfrontalières ;
3. Aurélie Charillon, maire de Prévessin-Moëns, chargée de l'innovation et de la transition écologique ;
4. Hubert Bertrand, maire de Saint-Genis-Pouilly, chargé des transports et des mobilités durables ;
5. Isabelle Passuello, maire d'Échenevex, chargée des solidarités, de la santé et de la petite enfance ;
6. Daniel Raphoz, maire de Ferney-Voltaire, chargé de l'aménagement, de l'urbanisme, du logement et des gens du voyage ;
7. Bernard Vuaillat, maire de Chézery-Forens, chargé du patrimoine et de la politique foncière ;
8. Martine Jouannet[10], maire de Crozet, chargée de la gestion et de la valorisation des déchets.

Ensemble, forment le bureau exécutif de l'intercommunalité pour la fin de la mandature 2020-2026.

### Liste des présidents
| Période                                  | Période                        | Identité           | Étiquette                  | Qualité |
| ---------------------------------------- | ------------------------------ | ------------------ | -------------------------- | --- |
| Les données manquantes sont à compléter. |                                |                    |                            | |
| mai 1995                                 | avril 2014                     | Étienne Blanc      | UDF puis DLC puis UMP → LR | Avocat Maire de Divonne-les-Bains (1991 → 2019) Député de l'Ain (3e circ.) (2002 → 2016) Conseiller régional de Rhône-Alpes (1992 → 2002) Vice-président du conseil régional de Rhône-Alpes (1998) Conseiller régional d'Auvergne-Rhône-Alpes (2016 → 2020) Vice-président du conseil régional d'Auvergne-Rhône-Alpes (2016 → 2020) Sénateur du Rhône (2020 → ) |
| avril 2014                               | juillet 2020                   | Christophe Bouvier | DVD                        | Pharmacien Maire de Cessy (2008 → ) |
| juillet 2020                             | En cours (au 1er janvier 2024) | Patrice Dunand     | DVD                        | Maire de Gex (2014 → ) Président du conseil de surveillance du Centre hospitalier du Pays de Gex[Quand ?] Conseiller régional d'Auvergne-Rhône-Alpes[Quand ?] |

### Compétences
L'intercommunalité exerce les compétences que lui ont transféré les communes membres, dans les conditions déterminées par le code général des collectivités territoriales. En 2012, il s'agit de :
Aménagement de l’espace, transports
- Politique du cadre de vie
- Schéma de cohérence territoriale (SCOT)
- Prise en considération d'un programme d'aménagement d'ensemble et détermination des secteurs d'aménagement au sens du code de l'urbanisme
- Programme local de l'habitat
- Droit de préemption urbain (DPU) pour la mise en œuvre de la politique communautaire d'équilibre social de l'habitat
- Organisation des transports urbains, par le biais du Groupement local de coopération transfrontalière (GLCT) dont l'intercommunalité est membre. Cela se traduit par la desserte régulière de l'intercommunalité par les lignes 64, 66, 68, et 60 des Transports publics genevois. Il existe aussi les lignes 814 et 818 d'ALSA Bustours Gex (ABG) qui relient Gex et Divonne-les-Bains à Coppet et Nyon. En complément, et depuis le 3 septembre 2018, la CCPG a mis en place un service de transport à la demande composé de trois lignes[14] : « ligne Express », de Léaz au CERN via la voie rapide, aux heures de pointe, « ligne de proximité » de Léaz à Challex via Saint-Jean-de-Gonville et « ligne Gare » de Farges à la gare de Pougny-Chancy qui fonctionnent du lundi au vendredi (au samedi pour la ligne de Proximité), le service est assuré par la RDTA.

Développement économique
- Constitution de réserves foncières
- Création et réalisation de zone d'aménagement concertée (ZAC)
- Création, aménagement, entretien et gestion de zone d'activités industrielle, commerciale, tertiaire, artisanale ou touristique
- Action de développement économique (Soutien des activités industrielles, commerciales ou de l'emploi, Soutien des activités agricoles et forestières...)

Développement touristique
- Gestion de la station Monts Jura
- Promotion touristique en liaison avec les offices de tourisme
- Plan de développement touristique

Affaires sociales
- Organisation de l'accueil des personnes âgées et de leurs familles avec le CLIC
- Soutien aux associations d’aide aux personnes handicapées adultes et enfants
- Gestion et création de crèches et de haltes-garderies pour la petite enfance

Affaires culturelles
- Préservation et gestion du site de Fort l'Écluse
- Soutien aux manifestations culturelles communales
- Réalisation du pré-inventaire du patrimoine du Pays de Gex

Eau et assainissement
- Eau (Traitement, Adduction, Distribution)
- Assainissement collectif
- Assainissement non collectif

Environnement et agriculture, sentiers et randonnée
- Protection et mise en valeur de l'environnement

Gestion et valorisation des déchets
- Collecte des déchets des ménages et déchets assimilés
- Traitement des déchets des ménages et déchets assimilés
- Qualité de l'air

Sécurité et prévention de la délinquance
- Réalisation d'aire d'accueil ou de terrains de passage des gens du voyage
- Dispositifs locaux de prévention de la délinquance

Technologie de l’Information et de la Communication
- Centre de ressources informatiques

### Régime fiscal et budget
La communauté d'agglomération est un établissement public de coopération intercommunale à fiscalité propre.
Afin de financer l'exercice de ses compétences, Pays de Gex Agglo, comme toutes les communautés d'agglomération,  perçoit la fiscalité professionnelle unique (FPU) – qui a succédé à la taxe professionnelle unique (TPU) – et assure une péréquation de ressources entre les communes résidentielles et celles dotées de zones d'activité.
Elle ne reverse pas de dotation de solidarité communautaire (DSC) à ses communes membres.

### Organismes de coopération
La communauté d'agglomération est membre du Pôle métropolitain du Genevois français depuis sa création le 1er mai 2017.

## Projets et réalisations
Conformément aux dispositions légales, une communauté d'agglomération a pour objet d'associer « au sein d'un espace de solidarité, en vue d'élaborer et conduire ensemble un projet commun de développement urbain et d'aménagement de leur territoire ».
La communauté d'agglomération a plusieurs projets prévus ou en cours de réalisation, tels que :
- Construction et extension de déchetteries.